# André Déglise-Favre
Pour les articles homonymes, voir Fabien Déglise.
André Déglise-Favre (alias : Bartoli - Mario Napoléon Stéphani - Laplace), (né le 16 septembre 1918 à Monthion en Savoie et mort torturé le 3 novembre 1943) est un résistant français, Compagnon de la Libération à titre posthume par décret du 19 octobre 1945.

## Biographie
Fils de facteur, André Déglise-Favre est l'aîné d'une famille de quatre enfants. Il est bachelier du collège libre de Saint-Jean-de-Maurienne à l'âge de 15 ans. Il poursuit ses études à la faculté de Grenoble et est licencié ès-lettres en 1939. Lorsque la guerre éclate, il est en Italie où il prépare une licence de langue italienne. 
Passionné d'aviation, André Déglise-Favre est formé à la base de Bordeaux-Mérignac. Aspirant en juin 1940, il est affecté, au moment de l'armistice, comme interprète auprès de la Commission italienne d'armistice. 
En 1942, il est licencié en droit et revient en Maurienne pour entrer dans la Résistance.
Sous le pseudonyme de Bartoli, il prend contact, au début de 1943, avec la Résistance mauriennaise afin de la mettre en liaison avec les organisations nationales. 
Il circule sans cesse pour mettre en place les postes émetteurs et assurer le ravitaillement des premiers maquis. Il contacte également tous les chefs locaux et a pour mission l'étude et la préparation des terrains et des parachutages. Il repère les terrains de la Madeleine, de Saint-Sorlin-d'Arves et de Montricher en Savoie. Il constitue des équipes pour réceptionner les parachutages. 
Mais il est bientôt activement recherché par la police. À Chambéry, il échappe de justesse à la Gestapo. 
Devant suivre des stages spécifiques de parachutages et d’atterrissages, le chef national du Centre des Opérations de Parachutage et d'Atterrissage (COPA), Paul Rivière, l’envoie en Angleterre par une opération aérienne dans la nuit du 24 au 25 juillet 1943, à partir du terrain clandestin "Figue" dans l’Ain.
Volontaire pour accomplir une mission dans une région particulièrement dangereuse, André Déglise-Favre est déposé par une opération Lysander près d'Angoulême, en compagnie de Pierre Brossolette, dans la nuit du 18 au 19 septembre 1943, en qualité de chef des opérations aériennes de la Région R5. 
Sous le pseudonyme de Mario Stéphani, grâce à un travail intensif, il organise la Section atterrissage parachutage (SAP) sur onze départements. Pour faciliter ses déplacements, des amis lui procurent un emploi administratif de contrôleur interdépartemental d'un service régional. 
Malgré de grandes difficultés pour remplir sa mission, étant donné la répression exercée par les Allemands, il remet en place un nouveau personnel qualifié qui assure de nombreuses réceptions d'armes et de matériel. 
Le 2 novembre 1943, les chefs d'organisations de Résistance de la région de Limoges se réunissent dans un hôtel de la ville, Stéphani est du nombre. La Feldgendarmerie allemande survient et emmène les prisonniers à la maison d'arrêt. 
Les interrogatoires commencent, accompagnés de coups. Le 3 novembre au matin, les enquêteurs viennent chercher Stéphani dans sa cellule pour un second interrogatoire. Mais il a déjà beaucoup souffert au cours de la première édition - il a plusieurs côtes brisées - et les Allemands découvrent qu’André Déglise-Favre s'est donné la mort. Plutôt que de donner, sous la contrainte, les secrets sur les organisations de résistance, il s'était empoisonné en avalant la capsule de cyanure de potassium qu'il portait toujours sur lui. 
André Déglise-Favre a été inhumé au cimetière de Limoges, sous une croix de bois portant le nom de "Mario Napoléon Stéphani". En septembre 1946, son corps a été transféré de Limoges en Savoie, au cimetière de Monthion.

## Décorations
- Chevalier de la Légion d'honneur
- Compagnon de la Libération à titre posthume par décret du 19 octobre 1945[1]
- Croix de guerre 1939–1945 avec palme
- Médaille de la Résistance française par décret du 29 novembre 1955[2]